# Данилова-Плотникова, Прасковья Логиновна
Праско́вья Ло́гиновна Дани́лова-Пло́тникова (14 октября 1883, Рославль — 31 мая 1958, Москва) — первая в Советской России официальная женщина-судья, революционерка-подпольщица, политзаключённая, ссыльная поселенка, организатор партийной работы и установления Советской власти в Сибири, одна из «первых советских депутаток» — депутат Минусинского горсовета, с ноября 1917 года — судья, член судебного отдела Минусинской коммуны.

## Биография

### Детство и юность
Прасковья родилась 14 октября 1883 года в Рославле Смоленской губернии, в семье рабочего-слесаря.
В 18 лет окончила 8-классную Смоленскую женскую гимназию с золотой медалью в 1902 году.
В 20 лет вышла замуж за Алексея Плотникова и в том же году (1903 год) вступила в военную организацию РСДРП в Киеве, где вела преподавательскую деятельность.

### Революционная деятельность

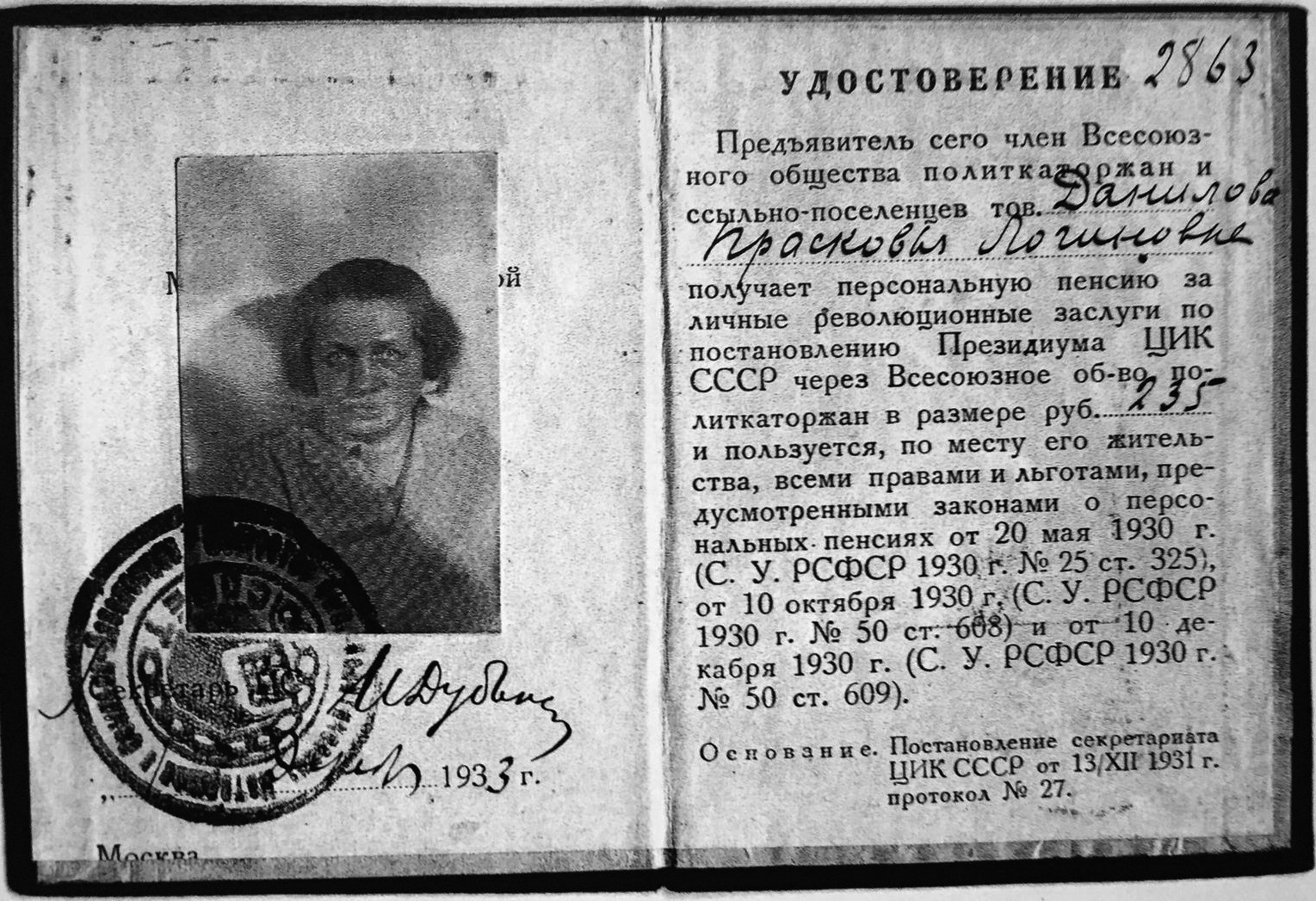
Удостоверение Даниловой-Плотниковой

Распространяла нелегальную литературу, для собраний революционеров предоставляла свою квартиру.
С мая 1905 по 1907 года вместе с мужем работала в подпольной типографии в Риге, где 8 января 1907 года была арестована, перевезена в Бутырскую тюрьму в Москве.
15 августа того же года приговорена к высылке в Сибирь, в Бирюльскую волость Верхоленского уезда Иркутской губернии.
Получила разрешение поселиться рядом с местом заключения мужа — у Александровского централа.
Участвовала в побеге, была арестована и выслана в место приписки (Бирюльскую волость), бежала и оттуда — в Красноярск.
В Красноярске окончила фельдшерскую школу (1912 год) и работала до 1917 года фельдшером в селе Григорьевке Минусинского уезда.
В 1908-1917 гг. проживала в Минусинске, в 1913-1917 гг. работала в сельской больнице Минусинского уезда и городской амбулатории Минусинска в должности фельдшера.

### После революции

#### В Минусинской коммуне
В 1917 году избрана депутатом Минусинского совета рабочих, крестьянских и солдатских депутатов. В 1917—1918 гг. — член минусинского ревтрибунала, судья.

#### После восстания Чехословацкого корпуса
Весной — летом 1918 года в результате восстания Чехословацкого корпуса власть в Сибири стала постепенно переходить к антибольшевистским силам. Омск был занят 6 июня 1918 года, 17 июня — Ачинск, 18 — Красноярск, в ночь с 23 на 24 июня 1918 года — Минусинск.
Ксения Липинская, Алексей Плотников с женой Прасковьей Даниловой-Плотниковой в тот же день были арестованы.
Вскоре Прасковья Данилова «по причине малолетства двоих детей» была выпущена под подписку о невыезде. Тем не менее, она сразу уехала в Красноярск. По стечению обстоятельств, в Красноярск же были отправлены по этапу и Липинская с Плотниковым, и Данилова навещала их в красноярской тюрьме.
Одновременно принимала участие в работе красноярской партийной организации большевиков, находящейся в тот момент в подполье.

#### После восстановления Советской власти в Сибири
С 1920 года по 1923 год — в Иркутске, с 1923 года — в Москве (заведующая библиотекой и на партийной работе).
Персональный пенсионер республиканского значения.

## Отзывы современников
С Прасковьей Логиновной Плотниковой я встретилась впервые в 1917 году в Минусинске. Мы, молодежь, очень любили ее. Она была прекрасным организатором культурно-массовой работы, руководила кружками самодеятельности и постоянно помогала нам...

Вспоминаю, как тогда, чтобы навестить нас, Прасковья Логиновна, живя в Красноярске, с двумя малышами шла пешком через весь город, добираясь до тюрьмы. Подбадривала нас и делилась с нами последним куском

## Комментарии
1. ↑  В источнике[4] явная опечатка — «в Бославле»
2. ↑  В статье Липинской явная оговорка — «24 мая»[5]
3. ↑  В статье Липинской явная ошибка — «24 мая»[5]